# 呉蘭
呉 蘭（ご らん、? - 建安23年（218年））は、中国の後漢末期の武将。劉備配下の将として『三国志』の何箇所かに記述が散見される。

## 生涯
『三国志』武帝紀によると建安22年（217年）、張飛・馬超らと共に武都郡の下弁に侵出したが、建安23年（218年）に曹洪に敗れ、配下の将の任夔を斬られた。同年3月、張飛・馬超は漢中に逃走したが、呉蘭は陰平の氐族の強端に斬られ、その首級を曹操に送られた。
曹休伝によると、劉備は呉蘭を大将として下弁に駐屯させる一方、張飛を固山に派遣して、曹洪軍の糧道を断つ素振りを見せた。曹洪軍内では呉蘭と張飛、いずれを攻撃すべきか議論となったが、曹休が「張飛の動きは擬態に過ぎません。態勢が整わない内に呉蘭を撃ち破れば張飛は逃走するでしょう」と主張するとその意見が採用され、呉蘭は曹洪によって撃ち破られ、張飛は逃走した。
先主伝によると、建安23年に劉備が漢中に進軍した際、呉蘭は雷銅と共に武都へ派遣されたが、曹操配下の軍勢によって全滅に追い込まれたこととなっている。

## 三国志演義
小説『三国志演義』では、初めは劉璋配下の将として登場。劉備軍の侵攻に対し、呉懿の推薦を受けてその副将となり、彼と共に雒城を守る。張任が龐統を射殺すると、勢いに乗って雒城から出撃し攻撃をかけるなど、一進一退の攻防を繰り広げた。4日目の戦闘でも魏延・黄忠を相手に攻勢をかけていたが、劉備と張飛に帰路を断たれて降伏。以降は劉備配下の将となる。
漢中を中心とする曹操軍との攻防では初め、馬超の配下で先鋒部隊を指揮する。この時に曹洪軍と遭遇。呉蘭は撤退を図ったが、副将の任夔がそれを押し留めて、曹洪を相手に一騎打ちを挑む。しかしあっさりと斬殺され、呉蘭の軍も大敗を喫して退却する。その後、劉備軍と曹操軍の本隊同士の対決にも参戦。馬超と共に曹操軍を挟撃して追い詰めるが、呉蘭は乱戦の中で曹彰と遭遇し、戟の一突きで刺殺されてしまう。